# San Luis Amatlán
San Luis Amatlán är en kommun i Mexiko.   Den ligger i delstaten Oaxaca, i den sydöstra delen av landet, 400 km sydost om huvudstaden Mexico City.
Följande samhällen finns i San Luis Amatlán:
- San Esteban Amatlán
- Sitio del Palmar
- San Isidro Guishe
- Antigual
- Logoche
- Nopalera
- Lachiguizo
- Guigoza